# Alstom Coradia Stream
Coradia Stream ist eine Fahrzeugplattform für Niederflur-Elektrotriebzüge des französischen Eisenbahnherstellers Alstom für den europäischen Markt.

## Beschreibung
Der Coradia Stream ist eine modular aufgebaute Fahrzeugplattform von niederflurigen Elektrotriebzügen. Die Fahrzeuge sind für den Nah-, Regional- und Intercity-Verkehr im europäischen Markt konzipiert.
Alstom bietet die Triebzüge aus drei bis zehn Wagen mit Längen von 66 bis 202 Metern an. Pro Wagenseite sind ein oder zwei 1300 Millimeter breite Türen mit Einstiegshöhen von 620 oder 800 Millimeter über Schienenoberkante vorgesehen. Die Zulässige Höchstgeschwindigkeit beträgt bis zu 200 km/h. Der Hersteller bietet die Fahrzeuge für die in Europa verbreiteten Bahnstromsysteme mit 1,5 kV und 3 kV Gleichspannung sowie 15 kV 16,7 Hz und 25 kV 50 Hz Wechselspannung an. Die Energieversorgung erfolgt über Oberleitung. Die Antriebstechnik ist für eine bessere Erreichbarkeit bei der Instandhaltung auf dem Dach der Wagen untergebracht. Für den Einsatz auf nicht elektrifizierten Strecken werden auch Coradia Stream mit alternativer Antriebstechnik wie Akkumulator- oder Brennstoffzellentriebwagen angeboten.
Die Fahrzeuge mit Jakobs-Drehgestellen unterscheidet sich von den Vorgängerbauarten des Typs Coradia Polyvalent unter anderem durch längere Aluminium-Wagenkästen und eine andere Frontgestaltung.
Die Doppelstock-Variante des Coradia Stream ist der Typ Coradia Max.
Im Rahmen eines 2022 geschlossenen Rahmenabkommens genießt Knorr-Bremse bis 2025 eine „bedingte Exklusivität“ als Systemausrüster der Coradia-Stream-Züge mit Brems- und Türsystemen sowie Klimaanlagen.

## Varianten

### Nederlandse Spoorwegen

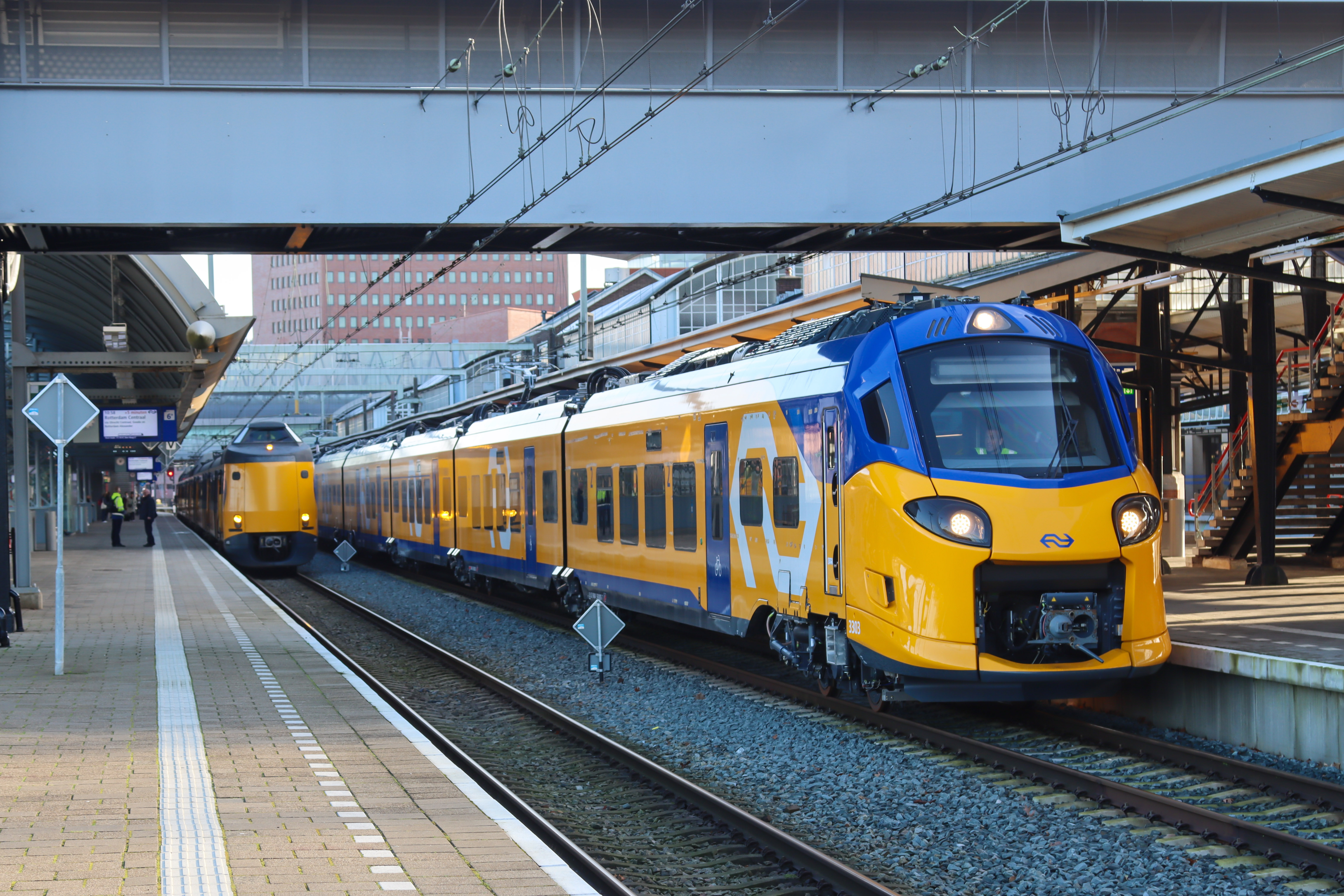
Rechts ein IC Nieuwe Generatie in der Flow-Farbgebung

Die Nederlandse Spoorwegen bestellte im Juli 2016 79 Einheiten der Baureihe Coradia Stream. Die sogenannten „Intercity Nieuwe Generatie“-Züge sollen mit einer Höchstgeschwindigkeit von 200 km/h auf der Strecke Amsterdam–Rotterdam–Breda und im Korridor Den Haag–Eindhoven fahren. Eine Aufnahme des kommerziellen Betriebes war für 2021 geplant, wurde jedoch zunächst auf Dezember 2023 verschoben. Schlussendlich wurden die Züge im April 2023 das erste Mal auf der Hochgeschwindigkeitsstrecke HSL Zuid eingesetzt.
Die Mehrsystemfahrzeuge können mit 25 kV Wechselspannung auf der HSL Zuid und mit 1,5 kV Gleichspannung im konventionellen Netz eingesetzt werden und sind mit Fahrzeugeinrichtungen für die Zugbeeinflussungen ATB und ETCS ausgerüstet.
Im August 2019 wurden weitere 18 Einheiten im Wert von 200 Millionen Euro bestellt. Diese Züge, die als ICNGB (B für Belgien) bezeichnet werden, sind zusätzlich unter 3 kV Gleichspannung einsetzbar. Sie sollen ab 2025 auf der Intercity Direct-Linie nach Brüssel verkehren. Bereits im Jahr 2017 waren zwei so ausgerüstete Einheiten bestellt worden, die für Tests und das Zulassungsverfahren in Belgien vorgesehen sind. Die achtteiligen Einheiten sind 165 Meter lang und können gekuppelt werden, sodass sie eine höhere Kapazität als die derzeit eingesetzte Kombination aus einer Bombardier-Traxx-Lokomotive und sieben Personenwagen bieten können. Die ICNGB sind zusätzlich für die belgischen Zugbeeinflussung TBL 1+ ausgerüstet und verfügen über einen größeren Gepäckraum sowie eine zusätzliche Toilette.
Ein fünfteiliger ICNG besitzt eine rollstuhlgerechte Toilette, die achtteiligen zwei. Beide sind mit dem Bordinformationssystem OBIS ausgestattet und in drei Bereiche eingeteilt: Eine Ruhe-, eine Arbeits- sowie eine Gesprächszone. In beiden Wagenklassen gibt es kostenloses Wi-Fi und sowohl Netzsteckdosen als auch USB-Buchsen.
An der Produktion der Züge für die Niederlande sind das Waggonwerk Alstom Konstal in Chorzów (bei Katowice) und Salzgitter beteiligt.
Im Mai 2020 erreichte der erste ICNG die Niederlande. Im Juni 2020 wurde in den Niederlanden mit Probefahrten begonnen. Der erste achtteilige Zug für Belgien wurde im Juni 2021 zum Depot Forest/Vorst überführt, von wo Testfahrten begannen.

### Trenitalia

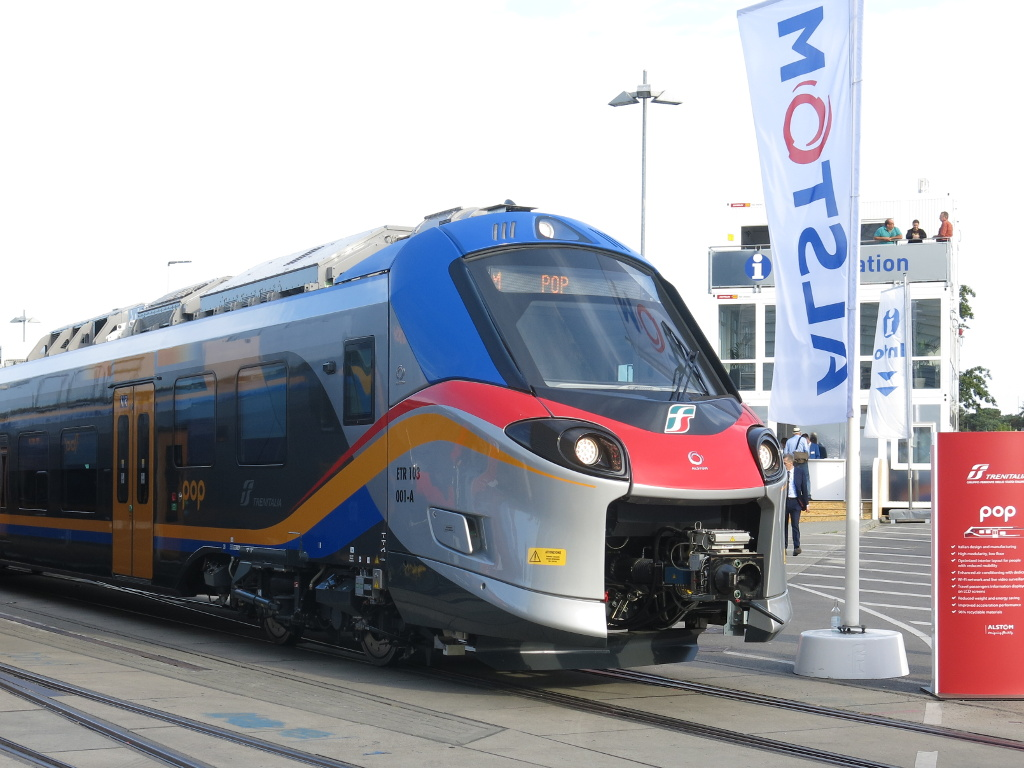
Pop auf der InnoTrans 2018

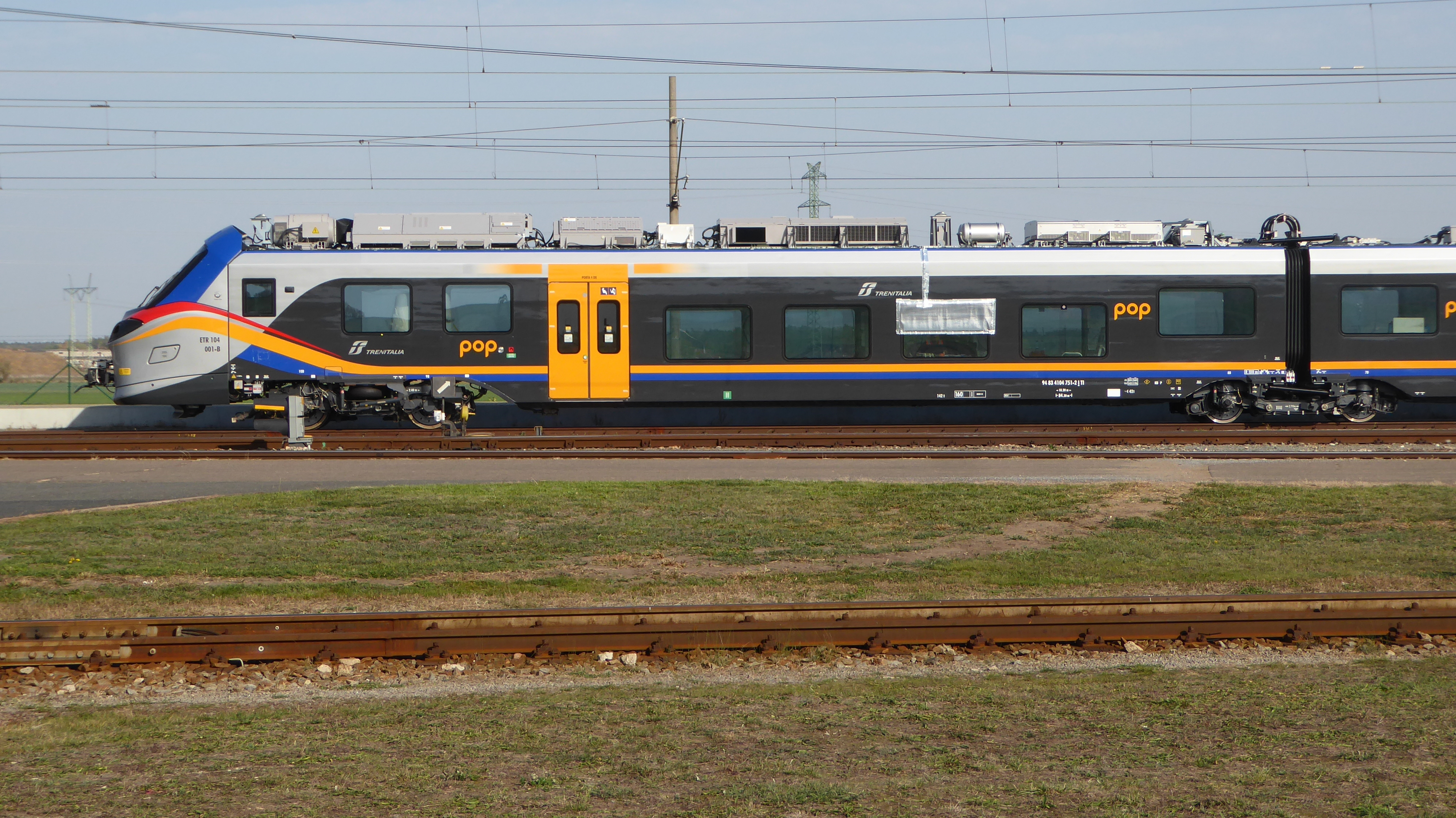
ETR 104 Pop auf dem Eisenbahnversuchsring Velim

Trenitalia erteilte Alstom im August 2016 einen Rahmenauftrag zur Lieferung von 150 Coradia-Einheiten für den Betrieb in verschiedenen italienischen Regionen. Die Coradia Stream werden von der italienischen Eisenbahngesellschaft „Pop“ genannt. Sie sind modular konstruiert und damit einfacher an verschiedene Bedürfnisse anpassbar. Diese Lösung wird an verschiedene Konfigurationen und Kapazitätsanforderungen für den Regional- und Nahverkehr angepasst. Die einzelnen Regionen bestellen Kontingente, die über den Rahmenauftrag abgerufen werden. Insgesamt wurden so über 180 Triebzüge in dreiteiliger oder vierteiliger Ausführung bestellt.
Im Juni 2019 wurden die ersten drei von insgesamt 47 Zügen für den Einsatz in der Region Emilia-Romagna in Dienst gestellt.
Im August 2021 gab Alstom bekannt, einen Rahmenvertrag über die Lieferung von weiteren 150 Coradia Stream-Regionalzügen an Trenitalia im Gesamtwert von rund 910 Millionen Euro erhalten zu haben.
Alle Coradia Stream für Trenitalia sind einstöckige, elektrische Triebzüge für 3 kV mit einer Höchstgeschwindigkeit von 160 km/h und werden in Savigliano, Sesto San Giovanni und Bologna gefertigt.
Der Trasporto Unico Abruzzese (TUA), Betreiber verschiedener Bahnlinien in der italienischen Region Abruzzen, bestellte am 26. Dezember 2021 aus dem Rahmenvertrag drei Coradia Stream in zwei Abrufen, die ab Ende 2022 eingesetzt werden sollten. später sechs weitere Triebzüge. Die ersten beiden Triebzüge wurden im Juli 2023 in Lanciano präsentiert, der dritte Triebzug traf dort im September 2023 ein. Die Fahrzeuge sind auf die Namen von Gabriele D’Annunzio, Ignazio Salone und Benedetto Croce, berühmten Persönlichkeiten der Abruzzen, getauft. Mit dem Fahrplanjahr 2024 wurden sie in den Fahrgastbetrieb auf den Linien San Benedetto del Tronto–Lanciano, Teramo–Pescara Centrale, Pescara–Termoli und Pescara Centrale–Roma Tiburtina genommen. Die Lieferung der weiteren sechs Fahrzeuge war 2023 für die darauffolgenden zwei Jahre vorgesehen. 2022 wurde angekündigt, mittelfristig weitere 11 Triebzüge zu beschaffen.
Im April 2023 wurde die Lieferung von 200 km/h schnellen Coradia Stream als Bestandteil des Rahmenvertrags beschlossen. Zwölf achtteilige Triebzüge des Typs ETR 108 mit rund 600 Sitzplätzen sollen ab 2025 im Regionalverkehr rund um die Diretissima Rom–Florenz eingesetzt werden. Durch die höhere Geschwindigkeit im Vergleich zu den bisher eingesetzten Zügen steigt die Kapazität der Strecke.

### Ferrovie Nord Milano (FNM)

#### Elektrotriebzüge
Die FNM erteilte Alstom im November 2019 einen Rahmenauftrag zur Lieferung von maximal 61 Coradia-Einheiten. In der ersten Charge werden 31 Regionalverkehrstriebzüge im Wert von 194 Mio. Euro für die Region Lombardei geliefert. Die Züge werden ab 2022 schrittweise ausgeliefert.
Alstom gab am 15. April 2021 als zweiten Abruf innerhalb des Rahmenvertrags eine Bestellung von 20 weiteren Regionalzügen für den Einsatz in der Lombardei bekannt. Die Fahrzeuge werden seit Mai 2023 ausgeliefert. Die FNM bezeichnet ihre Triebzüge nach dem Komponisten Gaetano Donizetti als „Donizetti“.

#### Brennstoffzellentriebzüge
Im November 2020 unterzeichneten FNM und Alstom eine Vereinbarung über die Lieferung von sechs Coradia Stream mit Brennstoffzellenantrieb mit einer Option auf weitere acht Fahrzeuge, die 2024 eingelöst wurde. Auf der EXPO Ferroviaria am 3. Oktober 2023 wurde der erste Triebzug vorgestellt und angekündigt, diesen als Teil des Projekts H2iseO auf der Bahnstrecke Brescia–Iseo–Edolo ab Ende 2024 oder Anfang 2025 zu testen und danach in den kommerziellen Betrieb überzugehen. Wasserstofftanks und Brennstoffzellen sind in einem mittig eingereihten durchgehbaren Wagen untergebracht. Unterflur sind Lithium-Ionen-Batterien angebracht. Die Reichweite wurde mit mehr als 600 Kilometern angegeben. Die Fahrzeuge haben eine Kapazität von 260 Sitzplätzen.

### Danske Statsbaner (DSB)
Die Danske Statsbaner (DSB) bestellten im April 2021 100 Einheiten des Typs Coradia Stream bei Alstom. Die 109 Meter langen Fünfteiler werden eine Sitzplatzkapazität von 300 Plätzen bieten und eine Höchstgeschwindigkeit von 200 km/h erreichen. Die Lieferung der ersten Triebwagen ist ab Mitte 2025[veraltet] geplant, und die Lieferung soll 2030 abgeschlossen sein. Der Auftrag umfasst auch die Wartung der Züge, dafür sollen zwei Werkstätten in Aarhus und Kopenhagen errichtet werden. Die Coradia-Stream-Fahrzeuge sollen die Triebzüge der Baureihen IC3 (DSB MF), IR4 (DSB ER) und IC4 (DSB MG) ersetzen und damit zukünftig das Rückgrat des dänischen Regional- und Fernverkehrs stellen.
2025 lösten die DSB eine Option über die Bestellung von weiteren 50 Einheiten ein. Die Züge ersetzen Dieseltriebzüge der DSB, die im Zuge der Elektrifizierung des dänischen Streckennetzes bis 2030 ausgemustert werden.

### Autoritatea pentru Reformă Feroviară (ARF)
Die rumänische Eisenbahnreformbehörde (ARF) gab am 4. November 2021 bekannt, 20 sechsteilige Triebzüge vom Typ Coradia Stream mit einer Option auf 20 weiteren Einheiten beschaffen zu wollen. Die Triebzüge können eine Geschwindigkeit von 160 km/h erreichen und sollen auf den wichtigsten elektrifizierten Strecken in Rumänien eingesetzt werden:
- Bucuresti Nord–Constanta
- Bucuresti Nord–Brasov–Arad–Timisoara
- Bucuresti Nord–Brasov–Cluj
- Brasov–Deda–Cluj
- Bucuresti Nord–Brasov
- Bucuresti Nord–Iasi
- Bucuresti Nord–Suceava
- Bucuresti Nord–Galati
- Bucuresti Nord–Craiova–Targu Jiu–Petrosani-Simeria
- Bucuresti Nord–Craiova–Timisoara–Arad
- Cluj–Timisoara
- Cluj–Suceava–Iasi

Am 16. September 2022 gab Alstom bekannt, dass 17 Triebzüge der Option geliefert werden. Die Überführung der Triebzüge nach Rumänien begann am 1. Dezember 2023. Zu diesem Zeitpunkt war der Verkehr mit den ersten zwölf Einheiten an CFR Călători vergeben. Der Bau der ersten drei Einheiten fand vollständig bei Alstom in Chorzów statt, die restlichen 34 Einheiten werden in Bautzen mit aus Chorzów vorproduzierten Wagenkästen montiert.

### Ferrotramviaria
Das italienische Unternehmen Ferrotramviaria bestellte am 28. Oktober 2021 bei Alstom fünf Coradia Stream. Die Triebzüge sollen ab Oktober 2022 ausgeliefert werden. Die Triebzüge werden, wie von Trenitalia, als „Pop“ bezeichnet. Am 20. Juli 2022 gab die Ferrotramviaria bekannt, dass sechs weitere Einheiten geliefert werden.

### Südtiroler Transportstrukturen / Österreichische Bundesbahnen
Die Südtiroler Transportstrukturen (STA) bestellten bei Alstom acht dreisystemfähige (3 kV =; 15 kV, 16,7 Hz ~; 25 kV, 50 Hz ~) Coradia Stream als Ersatz für sieben nicht zugelassene Bombardier Talent 3. Die sechsteiligen Einheiten sind 128 Meter lang, für eine Geschwindigkeit von 160 km/h zugelassen, weisen pro Seite zehn Türen auf und bieten 381 Sitzplätze. Im Februar 2023 wurden sieben weitere Coradia Stream bestellt. Am 5. Juni 2023 gab das Land Tirol bekannt, dass auch seitens der Österreichischen Bundesbahnen (ÖBB) sechs Alstom Coradia Stream angekauft werden, die zusammen mit den 15 von den Südtiroler Transportstrukturen bestellten Zügen einen gemeinsamen Fahrzeugpool bilden sollen. Die Züge werden in einer grün-silbergrauen (STA) beziehungsweise rot-silbergrauen (ÖBB) Lackierung mit den Logos von ÖBB, Verkehrsverbund Tirol, Tirol Werbung GmbH und Europaregion Tirol–Südtirol–Trentino ausgeführt. Der erste Triebzug wurde Anfang Mai 2025 in Mals der Öffentlichkeit präsentiert.

### Ferrocarrils de la Generalitat de Catalunya
Alstom gab am 2. September 2022 bekannt, einen Vertrag im Wert von 177 Mio. Euro über die Lieferung von zehn fünfteiligen Triebzügen des Typs Coradia Stream mit der Ferrocarrils de la Generalitat de Catalunya (FGC) abgeschlossen zu haben. Außerdem wird Alstom die Wartung für 15 Jahre übernehmen.

### Bulgarien
2025 beauftragte das bulgarische Verkehrsministerium Alstom, 35 sechsteilige Triebzüge für den überregionalen Verkehr zu fertigen. Die 160 km/h schnellen Züge werden mit ETCS Level 2 ausgerüstet. Der Auftrag beinhaltet die Instandhaltung während eines Zeitraums von 15 Jahren.

### Norwegen
Norske tog hat am 10. Januar 2022 mit Alstom einen Vertrag über den Bau von 30 sechsteiligen Coradia-Nordic-Triebzügen abgeschlossen, die die Baureihenbezeichnung Type 77 erhalten. Eine Option für die Lieferung von weiteren 170 Triebzügen wurde vereinbart. Der Auftrag hat einen Wert von etwa 20 Milliarden Kronen. Die 200 km/h schnellen Coradia Nordic werden zwölf Türen pro Seite, 294 Sitzplätze und eine Gesamtkapazität von 778 Fahrgastplätzen bieten. Die Triebzüge sollen ab 2023 gebaut und ab 2024 in Norwegen getestet werden. Im Jahr 2025 soll der Einsatz auf der Østfoldbanen beginnen. Weil Alstom über eine Tochtergesellschaft in den besetzten palästinensischen Gebieten tätig ist, löste die Bestellung in Norwegen Proteste aus. Im Juni 2025 traf der erste Triebzug zu Testzwecken in Norwegen ein. In den Pressemitteilungen wird der Zug nunmehr als Coradia Stream für den Norden, ehemals Coradia Nordic bezeichnet.

## Übersicht
| Besteller  | Baureihe | Betreiber-Bezeichnung | Einsatzgebiet                                                                                                | Indienststellung | Fahrzeugnummern | Anzahl | Option | Teile | Länge (m) | Sitzplätze                               | vmax     | Fußbodenhöhe | Stromsysteme                             |
| ---------- | -------- | --------------------- | --- | ---------------- | --------------- | ------ | ------ | ----- | --------- | ---------------------------------------- | -------- | ------------ | ---------------------------------------- |
| NS         | 3000     | ICNG                  | Hochgeschwindigkeitsstrecke und IC                                                                           | April 2023       | 3101–3149       | 049    |        | 5     | 110       | 256                                      | 200 km/h | 810 mm       | 1500 V = 25 kV, 50 Hz ~                  |
| NS         | 3000     | ICNG                  | Hochgeschwindigkeitsstrecke und IC                                                                           | April 2023       | 3201–3227       | 027    | 8      | 165   | 417       |                                          | 200 km/h | 810 mm       | 1500 V = 25 kV, 50 Hz ~                  |
| NS         | 3000     | ICNG                  | Intercity Amsterdam – Brüssel                                                                                | Mitte 2024       | 3301–3321       | 021    | 8      | 165   | 417       | 1500 V = 25 kV, 50 Hz ~ 3000 V =         | 200 km/h | 810 mm       |                                          |
| NS         | 3000     | ICNG                  | Grenzüberschreitender Verkehr nach Deutschland                                                               |                  | 3351–3362       | 012    | 8      | 165   | 417       | 1500 V = 25 kV, 50 Hz ~ 15 kV, 16,7 Hz ~ | 200 km/h | 810 mm       |                                          |
| Trenitalia | ETR 103  | POP                   | | 2019             |                 | 216    |        | 3     | 65,7      | 239                                      | 160 km/h |              | 3000 V =                                 |
| Trenitalia | ETR 104  | POP                   | | 2019             |                 | 216    | 4      | 84,2  | 321       |                                          | 160 km/h |              | 3000 V =                                 |
| TUA        | ETR 104  | POP 2.0               | San Benedetto del Tronto–Lanciano, Teramo–Pescara Centrale, Pescara–Termoli, Pescara Centrale–Roma Tiburtina | Dezember 2023    | 162, 164, 166   | 003    |        | 4     | 84,20     | 305                                      | 160 km/h |              | 3000 V =                                 |
| TUA        | ETR 104  | POP 2.0               | | 2025             |                 | 006    |        | 4     | 84,20     | 305                                      | 160 km/h |              | 3000 V =                                 |
| FNM        | ETR 104  | Donizetti             | | 2022             |                 | 031    |        | 4     | 84,2      |                                          | 160 km/h |              | 3000 V =                                 |
| FNM        | ETR 104  | Donizetti             | | 2023             |                 | 020    |        | 4     | 84,2      |                                          | 160 km/h |              | 3000 V =                                 |
| Trenitalia | ETR 108  | POP                   | |                  |                 | 12     |        | 8     |           |                                          | 200 km/h |              | 3000 V =                                 |
| FNM        |          |                       | Bahnstrecke Brescia–Iseo–Edolo                                                                               |                  |                 | 006    | 08     | 5     |           | 260                                      |          |              | Brennstoffzellenantrieb                  |
| FT         |          | POP                   | Regionalverkehr Bari–Barletta                                                                                | 2022             |                 | 005    |        | 4     |           |                                          | 160 km/h |              | 3000 V =                                 |
| FT         |          | POP                   | Regionalverkehr Bari–Barletta                                                                                | 006              |                 |        |        | 4     |           |                                          | 160 km/h |              | 3000 V =                                 |
| DSB        | ES       | IC5                   | | 2027             |                 | 150    |        | 5     | 109,4     |                                          | 200 km/h | 620 mm       | 25 kV, 50 Hz ~                           |
| ARF        | 101      | RE-IR                 | Rumänien |                  |                 | 037    | 03     | 6     | 121,20    | 350                                      | 160 km/h |              | 25 kV, 50 Hz ~                           |
| STA        | ETR 160  |                       | Innsbruck–Bozen, Bozen–Meran, Meran–Mals, Franzensfeste/Brixen–Innichen, Innichen–Lienz                      | Mai 2026         |                 | 015    |        | 6     | 127,8     | 381                                      | 160 km/h |              | 15 kV, 16,7 Hz ~ 25 kV, 50 Hz ~ 3000 V = |
| ÖBB        |          |                       | Innsbruck–Bozen                                                                                              | Dezember 2026    |                 | 006    |        | 6     | 127,8     | 381                                      | 160 km/h |              | 15 kV, 16,7 Hz ~ 25 kV, 50 Hz ~ 3000 V = |
| FGC        |          |                       | Flughafen Barcelona-El Prat–Barcelona Zentrum                                                                |                  |                 | 010    |        | 5     |           | 600                                      | 120 km/h |              | 3000 V =                                 |
| Norske tog |          |                       | |                  |                 | 055    |        | 6     |           |                                          | 200 km/h |              |                                          |
| Bulgarien  |          |                       | |                  |                 | 035    |        | 6     |           | 320                                      | 160 km/h |              |                                          |
| Gesamt     | Gesamt   | Gesamt                | Gesamt | Gesamt           | Gesamt          | 655    | 11     |       |           |                                          |          |              |                                          |

## Zwischenfälle
Am 16. Oktober 2020 kam es bei einer Überführungsfahrt mit Triebwagen für die Nederlandse Spoorwegen im Bahnhof Dreileben-Drackenstedt auf der Bahnstrecke Braunschweig–Magdeburg zu einem Unfall, bei dem der Triebfahrzeugführer leicht verletzt wurde. Der Zug fuhr an mehreren Halt zeigenden Signalen vorbei und entgleiste, nachdem er über eine Schutzweiche geleitet wurde.